# جردن فرای
جردن فرای (انگلیسی: Jordan Fry؛ زادهٔ ۷ ژوئن ۱۹۹۳) یک هنرپیشه اهل ایالات متحده آمریکا است. وی از سال ۲۰۰۴ میلادی تاکنون مشغول فعالیت بوده‌است.
از فیلم‌ها یا برنامه‌های تلویزیونی که وی در آن نقش داشته‌است می‌توان به چارلی و کارخانه شکلات‌سازی و گمشده اشاره کرد.